# Băgaciu (okręg Kluż)
Băgaciu – wieś w Rumunii, w okręgu Kluż, w gminie Pălatca. W 2011 roku liczyła 51 mieszkańców.